# Chazelles-sur-Lyon
Chazelles-sur-Lyon è un comune francese di 5 472 abitanti situato nel dipartimento della Loira della regione dell'Alvernia-Rodano-Alpi.

## Società

### Evoluzione demografica
Abitanti censiti

## Amministrazione

### Gemellaggi
- Jerago con Orago